# Estación de Jaravía
Jaravía es un apeadero ferroviario situado en el municipio español de Pulpí, en la provincia de Almería, comunidad autónoma de Andalucía. Forma parte de la línea C-2 de Cercanías Murcia/Alicante.

## Situación ferroviaria
Las instalaciones se encuentran situadas en el punto kilométrico es el 18,7 de la línea férrea de ancho ibérico Murcia-Águilas, a 140 metros de altitud. Su kilometraje se corresponde con el trazado de la antigua línea Almendricos-Águilas, razón por la cual este se reinicia en Almendricos.

## Historia
La estación fue inaugurada el 1 de abril de 1890 con la apertura al tráfico del tramo Águilas-Almendricos de la línea férrea que pretendía unir Lorca con Baza y Águilas. La prolongación hacía Baza, por su parte, se inició el 10 de abril de 1891. Las obras corrieron a cargo de la compañía de capital inglés conocida como The Great Southern of Spain Railway Company Limited. En 1941 con la nacionalización del ferrocarril en España la estación pasó a depender de RENFE. Desde el 31 de diciembre de 2004 Adif es la titular de las instalaciones ferroviarias.

## Servicios ferroviarios

### Cercanías
Pertenece a la línea C-2 de Cercanías Murcia/Alicante. Diariamente, tres son los trenes de cercanías en ambos sentidos con parada en la estación. Desde el 28 de septiembre de 2012 y debido a unas inundación el servicio se presta con autobuses ya que el trazado  entre Lorca y Águilas ha sufrido importantes daños. La reapertura del servicio ferroviario está prevista para mayo del 2013.